# Дана (женское имя)
Существует несколько вариантов значения и версий происхождения 
В чешском языке имя Дана означает «данная».
Дана — старославянское женское имя означающее «Данная Миру».
Дана — современная форма имен Деница, Даница, образованная от общеславянского «денница», означающее «утренняя звезда» (название планеты Венера). В этом значении имя Дана употребляли в Болгарии и Сербии.
Дана — краткая форма женского имени Данута, «Богиня луны». Имя Данута употреблялось в Беларуси, Польше, Чехии, произошло, возможно, от литовского «дочь неба», либо от латинского «donata» — «данная, дарованная».
Имя Дана может выступать в болгарском языке как сокращённая форма имён Богдана, Йордана, Данаила.
Еврейское имя Дана (ивр. דנה‎), производное от Даниела, одна из форм мужского имени Даниил, с древнееврейского означает «Бог мой судья».
Имя Дана (перс. دانا‎) из персидского языка, и означает «знающий, мудрый». Распространённое имя у казахов. 
Арабское имя Дана (араб. دانة‎) означает «большая и крупная жемчужина».
Кельтское имя Дана (Danu) происходит от имени кельтской богини созидания Дану (Danu), считающейся прародительницей Племён Дану (племени богов). Этот божественный народ, по легенде, некогда правил Ирландией до прихода Сыновей Миля (людей), предков современных ирландцев. После поражения в битве с Сыновьями Миля племена Дану переместились в подземный мир Ирландии и со временем преобразились в эльфов, фей и гоблинов, а Дана стала покровительницей эльфов и фей. В данной интерпретации имя Дана произносят как Дэйна.